# ایگل فارم، کوئینزلند
ایگل فارم (به انگلیسی: Eagle Farm) یک حومه شهر در استرالیا است که در City of Brisbane واقع شده‌است.